# 1862 dans les chemins de fer
Chronologie des chemins de fer
1861 dans les chemins de fer - 1862 - 1863 dans les chemins de fer

## Évènements

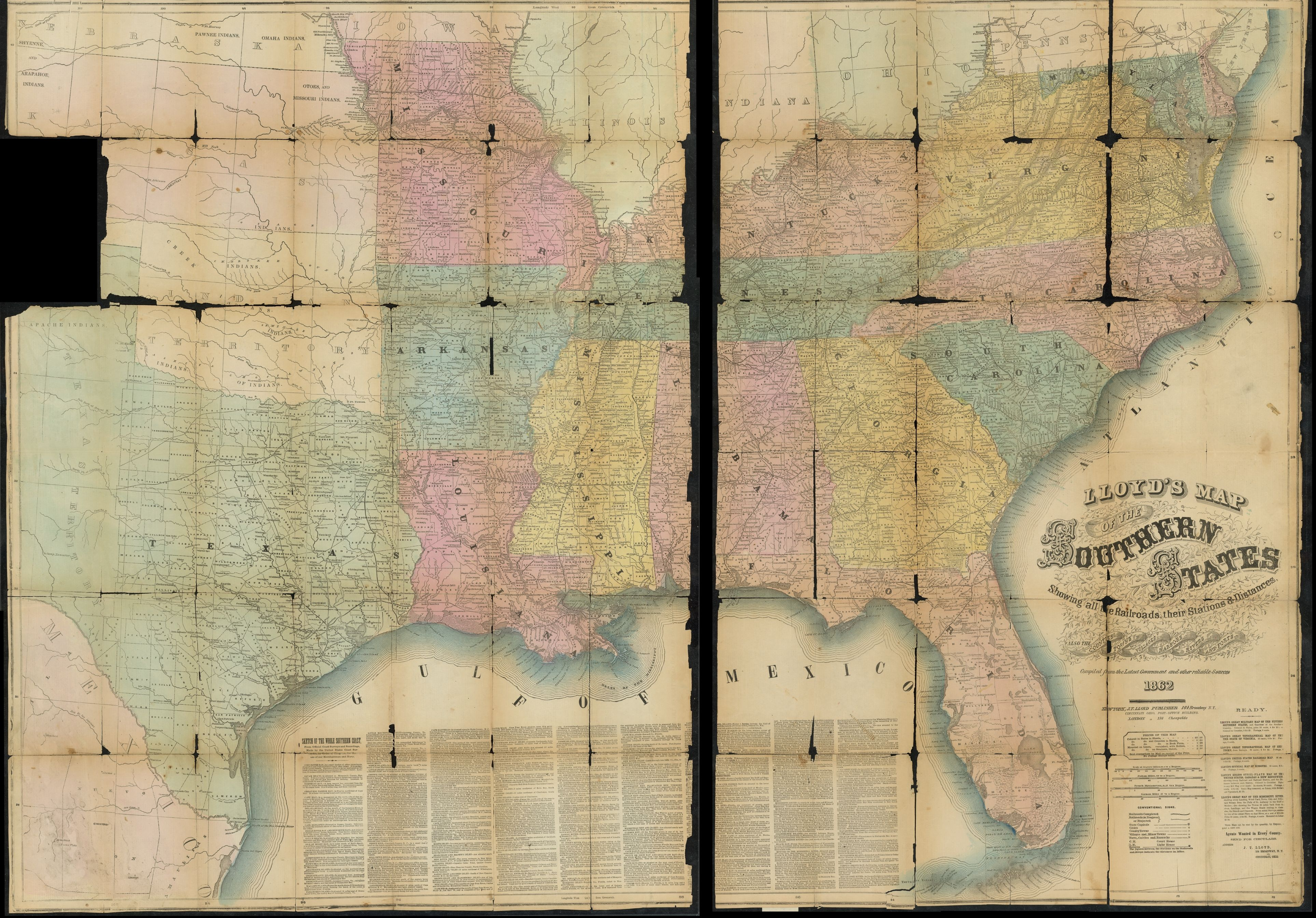
Lloyd's Map of the Southern States Showing All the Railroads, their Stations and Distances, 1862

- Début de la mise en service de la Ligne de Petite Ceinture à Paris (construite à partir de 1852)
- Pacific Railroad Acts
- Mise en service de la section Saint-Germain-des-Fossés – Vichy de la ligne de Saint-Germain-des-Fossés à Darsac.
- Mise en service de la gare de Vichy (PLM).

### Juin
- 3 juin, France : mise en service du funiculaire de la rue Terme à Lyon
- 9 juin, France : ouverture du tronçon Portet Saint Simon-Montréjeau du chemin de fer de Toulouse à Bayonne. (compagnie du Midi).

### Septembre
- 8 septembre, Algérie : inauguration de la section Alger-Blida du chemin de fer d'Alger à Oran et embranchements. Première ligne de chemin de fer en Algérie (Compagnie des chemins de fer algériens)